# Takao Yaguchi
Takao Yaguchi (矢口 高雄?, Yaguchi Takao; Yokote, 28 ottobre 1939 – Tokyo, 20 novembre 2020) è stato un fumettista giapponese, specializzato in manga con messaggi ecologici.

## Biografia
Originario di Yokote, nella prefettura di Akita. Dopo essersi diplomato al liceo locale, per aiutare la sua famiglia, ha lavorato come impiegato presso una banca per dodici anni.
Avendo sempre ammirato Osamu Tezuka, si è trasferito a Tokyo nel 1968 e ha debuttato come fumettista nel 1970. Il suo nome d'arte glielo ha dato Ikki Kajiwara.
Ha scritto il suo più famoso manga, Sampei, ispirandosi a sé stesso e alle persone della sua vita: suo nonno, sua moglie e un suo caro amico, un pescatore e scrittore che ha conosciuto lavorando in banca.
È morto in un ospedale di Tokyo il 20 novembre 2020, a causa di un cancro al pancreas, all'età di 81 anni.